# Carex perglobosa
Carex perglobosa är en halvgräsart som beskrevs av Kenneth Kent Mackenzie. Carex perglobosa ingår i släktet starrar, och familjen halvgräs. Inga underarter finns listade i Catalogue of Life.